# La PomPon
La PomPon(라폼폰, ラ・ポンポン 라 폰폰[*])은 일본의 걸 그룹 및 댄스 · 보컬 그룹. 소속 레코드 회사는 빙, 소속 사무소는 빙이다.

## 개요
- 유닛명의 유래는 “Power Of Music(파워 오브 뮤직)＜새로운 힘＞으로, Pride Of New generation(프라이드 오프 제너레이션)＜새로운 시대의 자랑＞"에서 왔다[2]
- 노래의 제작은 빙 외부의 작가를 많이 기용하고 있다.
- 2018년 3월 23일 공식 해체되었다

## 내력
- 2013년, 빙이 행했던 오디션 및 스카우트로 모인 6명으로 결성[3]. 약 2년간은 노래와 댄스를 배운다[4].
- 2014년 8월, 본격적인 활동이 시작되며, 스텔라 볼에서 개최된 쿠라키 마이의 오프닝 아웃의 담당, 라이브 이벤트 ‘TOKYO IDOL FESTIVAL2014’의 출연을 한다出[2].
- 2015년 1월 28일, 싱글 〈BUMP!!〉로 메이저 데뷔[1][2].

## 구성원
| 이름           | 생년월일               | 혈액형 | 출신지      | 컬러 | 비고                                                                           |
| -------------- | ---------------------- | ------ | ----------- | ---- | ------------------------------------------------------------------------------ |
| 미사키(MISAKI) | 1997년 6월 7일(27세)   | O형    | 가나가와 현 | 퍼플 | 최연장 멤버 서브 리버로 댄스 담당 소속 계기는 오디션                           |
| 유키노(YUKINO) | 1997년 12월 8일(27세)  | B형    | 시바라키 현 | 그린 | 리더 보컬 담당                                                                 |
| 리마(RIMA)     | 1999년 8월 12일(25세)  | A형    | 오키나와 현 | 블루 |                                                                                |
| 히나(HINA)     | 1999년 11월 10일(25세) | 불명   | 도쿄 도     | 레드 | 본명 ‘이시이 히나’ 2009년에 뮤지컬 ‘애니’에서 테시 역으로 출연                 |
| 키리(KIRI)     | 2000년 8월 8일(24세)   | B형    | 가나가와 현 | 옐로 | 보컬 담당 소속 계기는 스카우트                                                 |
| 카렌(KAREN)    | 2000년 9월 19일(24세)  | O형    | 도쿄 도     | 핑크 | 최연소 멤버 라이브나 이벤트나 코멘트 등을 할 때에 MC를 담당 소속 계기는 오디션 |

## 멤버 컬러에 대해서
멤버 컬러는 이미 정해져있었으며, 6명 중에서 키리가 가장 마지막에 연습생이 되고 들어왔을 때에 비어있던 색은 블루였지만, 오키나와 출신인 리마가 블루가 아니였을까 하는 이야기가 되며 두 사람의 색을 바꾸고, 현재의 컬러가 됐다.

## 음반

### 싱글
| # | 제목 | 발매일          | 최고 순위 |
| - | --- | --------------- | --------- |
| 1 | BUMP!! | 2015년 1월 28일 | 57위      |
| 2 | HOT GIRLS                                                                                                   | 2015년 4월 29일 | 56위      |
| 3 | 수수께끼/싫어!싫다고!싫어! ~Sweet Teens ver.~(謎/ヤダ!嫌だ!ヤダ! 〜Sweet Teens ver.〜)                      | 2015년 9월 16일 | 8위       |
| 4 | 운명의 룰렛을 돌리며/잘가라는 말은 시작의 말(運命のルーレット廻して/サヨナラは始まりの言葉)                 | 2016년 3월 23일 | 12위      |
| 5 | 추억의 구주쿠리 해변가/사랑의 B·G·M ~지금은, 짝사랑~(想い出の九十九里浜/恋のB・G・M 〜イマハ、カタオモイ〜) | 2016년 9월 7일  | 6위       |

### 디지털 싱글

#### 일본어 노래
| # | 제목             | 발매일          |
| - | ---------------- | --------------- |
| 1 | 프렌즈(ふれんず) | 2017년 1월 28일 |
| 2 | come on NOW      | 2017년 2월 14일 |

#### 한국어 노래
| # | 제목   | 발매일          |
| - | ------ | --------------- |
| 1 | PUZZLE | 2017년 2월 16일 |

## 타이업
| 년도   | 노래                                         | 타이업                                                        |
| ------ | -------------------------------------------- | ------------------------------------------------------------- |
| 2015년 | BUMP!!                                       | 닛폰 TV 계열 《뮤직 드래곤》 1월 닫는 곡                      |
| 2015년 | 사랑의 ABC(恋のABC)                          | TV 가나자와 《이웃의 텔레킨짱》 1월 닫는 곡                   |
| 2015년 | HOT GIRLS                                    | 닛폰 TV 계열 《오늘밤 비교해봤습니다》 4월 닫는 곡            |
| 2015년 | HOT GIRLS                                    | 지바 TV 《MUSIC LAUNCHER》 4월 닫는 곡                        |
| 2015년 | HOT GIRLS                                    | TV 가나자와 《이웃의 텔레킨짱》 닫는 곡                       |
| 2015년 | 사랑은 주크☆댄스(恋はずーく☆ダンス)          | NHK ETV 《비트 월드》 내 《비밀결사 매발톱단 DO》 닫는 곡     |
| 2015년 | 수수께끼(謎)                                 | 요미우리 TV · 닛폰 TV 계열 애니메이션 《명탐정 코난》 여는 곡 |
| 2016년 | 운명의 룰렛을 돌리며(運命のルーレット廻して) | 요미우리 TV · 닛폰 TV 계열 애니메이션 《명탐정 코난》 닫는 곡 |
| 2016년 | PUZZLE                                       | 투니버스 《명탐정 코난 14기》 주제가                          |

## 출연

### 라디오
- GIRLS・GIRLS・GIRLS =flying high=‘La PomPon의 코치라폼폰 정보국’ (2015년 10월 3일 ~ 12월 26일, FM-FUJI)
- GIRLS · GIRLS · GIRLS =RED ZONE=‘La PomPon의 코치라폼폰 정보국’ (2016년 1월 6일 ~, FM-FUJI)

### 드라마
- 《쏠 수 없는 경관》 제5화 게스트(2016년, 유키노) - 이케노 아키 역

### 모델 활동
- “RACo 류큐 아시아 컬렉션” (2015년, 유키노)

## 같이 보기
- VALSHE
- 쿠라키 마이
- Bump Of Chicken
- 빙